# 8 Views of Lake Biwa
8 vistas del lago Biwa (estonio : Biwa järve 8 nägu) es una película de drama romántico de 2024 escrita y dirigida por Marko Raat.  Una coproducción internacional entre Estonia y Finlandia, la película está protagonizada por Elina Masing. Está basada vagamente en la novela homónima de Max Dauthendy.  Fue seleccionada como la película estonia elegida para la categoría de Mejor Largometraje Internacional en los 97º Premios Óscar. 

## Sinopsis
En las resplandecientes costas del otro mundo europeo, dos jóvenes, Hanake y su mejor amiga, hablan sobre su primer interés amoroso mientras observan los yates navegando hacia Kioto. Sin embargo, la magia se está desvaneciendo en su aislado pueblo de pescadores mientras enfrentan un desastre reciente. Está claro que la intimidad por sí sola no les ayudará a procesar su pérdida. 

## Elenco
Los actores que participan en esta película son: 
- Elina Masing como Hanake
- Simeoni Sundja como Kiri
- Kärt Kokkota como Merikarp
- Tommi Korpela como Platón
- Maarja Jakobson como Jänesesilm
- Hendrik Toompere Jr. como Roman
- Tiina Tauraite como Õnne
- Jan Uuspõld como Sora
- Jarmo Reha como Okuro
- Jüri Vlassov como Siimeon
- Peeter Tammearu como Timofei
- Meelis Rämmeld como Andrei
- Liina Tennosaar como Nina
- Erki Laur como Ain

## Producción
La fotografía principal comenzó el 28 de julio de 2022 y finalizó el 10 de septiembre de 2022 en el lago Peipus, Estonia.

## Liberar
Tuvo su estreno mundial el 31 de enero de 2024 en el 53º Festival Internacional de Cine de Róterdam, luego se proyectó el 21 de junio de 2024 en el 23º Festival Internacional de Cine de Transilvania, el 24 de julio de 2024 en el 31º Festival de Cine Europeo de Palić, y el 22 de septiembre de 2024 en el Festival Internacional de Cine de Helsinki.
Se estrenó comercialmente el 8 de marzo de 2024 en los cines de Estonia.